# Adenocalymma
Genre
Synonymes
- Memora  Miers ;
- Odontotecoma  Bureau & K.Schum;
- Pharseophora Miers ;
- Sampaiella J.C.Gomes.

Classification phylogénétique
Adenocalymma est un genre de plantes à fleurs dans la famille des Bignoniaceae. Ce genre du Nouveau Monde contient environ 50 espèces de lianes, originaires des régions tropicales du Mexique (Basse-Californie) jusqu'au nord de l'Argentine.
Les espèces d’Adenocalymma sont les hôtes d'un papillon de nuit de la famille des Hepialidae, Trichophassus giganteus. Les plantes sont pollinisées par de nombreux animaux, dont des insectes, des oiseaux et des chauve-souris.

## Typonymie
Adenocalymma vient du grec ἀδήν, génitif ἀδένος, "adên, adênos" (glande) et κάλυμμα, "kalymma" (enveloppe ou couverture, désigne le calice) fait référence aux glandes patelliformes présentes sur le calice de la plupart des espèces. Il existe une variante orthographique, non valable, pour ce genre : Adenocalymna.

## Taxinomie
Le nom générique a été proposé par Martius dans une annotation d'espèce en 1839, puis validé et publié par Meisner une année plus tard dans Pl. Vasc. Gen. 1: 300; 2: 208. (1840).
Il existe quatre synonymes qui sont employés par certains auteurs: Memora; Odontotecoma; Pharseophora et Sampaiella,.
Selon les auteurs et les différentes bases de données, Il y aurait entre 47 et 89, espèces acceptées d'Adenocalymma.

## Répartition et habitat
Le genre Adenocalymma est l'un des plus riches en espèces de la tribu (ou section) des Bignonieae. Ces plantes sont natives des régions tropicales américaines, du Mexique jusqu'au nord de l'Argentine. Au Brésil, elles sont représentées dans plusieurs types de végétation, y compris les forêts tropicales, les forêts semi-décidues et les savanes.

## Listes d'espèces
- Adenocalymma acutissimum
- Adenocalymma adenophorum
- Adenocalymma album
- Adenocalymma allamandiflorum
- Adenocalymma apparicianum
- Adenocalymma apurense
- Adenocalymma arthropetiolatum
- Adenocalymma aspericarpum
- Adenocalymma axillare
- Adenocalymma bipinnatum
- Adenocalymma biternatum
- Adenocalymma bracteatum
- Adenocalymma bracteolatum
- Adenocalymma bracteosum
- Adenocalymma bullatum
- Adenocalymma calcareum
- Adenocalymma calderonii
- Adenocalymma campicola
- Adenocalymma cauliflorum
- Adenocalymma chocoense
- Adenocalymma cidii
- Adenocalymma cladotrichum
- Adenocalymma comosum
- Adenocalymma contractum
- Adenocalymma coriaceum
- Adenocalymma cristicalyx
- Adenocalymma croatii
- Adenocalymma cymbalum
- Adenocalymma dichilum
- Adenocalymma divaricatum
- Adenocalymma dugandii
- Adenocalymma dusenii
- Adenocalymma fistulosum
- Adenocalymma flaviflorum
- Adenocalymma flavum
- Adenocalymma fruticosum
- Adenocalymma gracielzae
- Adenocalymma hatschbachii
- Adenocalymma heterophyllum
- Adenocalymma hirtum
- Adenocalymma hypostictum
- Adenocalymma imperatoris-maximilianii
- Adenocalymma impressum
- Adenocalymma inundatum
- Adenocalymma involucratum
- Adenocalymma japurense
- Adenocalymma juliae
- Adenocalymma lanceolatum
- Adenocalymma lineare
- Adenocalymma longilineum
- Adenocalymma macranthum
- Adenocalymma macrophyllum
- Adenocalymma magdalenense
- Adenocalymma magnificum
- Adenocalymma marginatum
- Adenocalymma microcarpum
- Adenocalymma molle
- Adenocalymma moringifolium
- Adenocalymma neoflavidum
- Adenocalymma nervosum
- Adenocalymma nodosum
- Adenocalymma patulum
- Adenocalymma paucifoliolatum
- Adenocalymma paulistarum
- Adenocalymma pedunculatum
- Adenocalymma peregrinum
- Adenocalymma prancei
- Adenocalymma pseudopatulum
- Adenocalymma pubescens
- Adenocalymma racemosum
- Adenocalymma reticulatum
- Adenocalymma salmoneum
- Adenocalymma sastrei
- Adenocalymma saulense
- Adenocalymma scabriusculum
- Adenocalymma scansile
- Adenocalymma schomburgkii
- Adenocalymma sousae
- Adenocalymma subincanum
- Adenocalymma subsessilifolium
- Adenocalymma subspicatum
- Adenocalymma tanaeciicarpum
- Adenocalymma tephrinocalyx
- Adenocalymma ternatum
- Adenocalymma trichocladum
- Adenocalymma trifoliatum
- Adenocalymma ubatubense
- Adenocalymma uleanum
- Adenocalymma validum
- Adenocalymma velutinum